# Dendrobium subacaule
Dendrobium subacaule är en orkidéart som beskrevs av Caspar Georg Carl Reinwardt och John Lindley. Dendrobium subacaule ingår i släktet Dendrobium, och familjen orkidéer. Inga underarter finns listade i Catalogue of Life.